# 诺马廖
诺马廖（義大利語：Nomaglio），是意大利都灵省的一个市镇。总面积3平方公里，人口322人，人口密度107.3人/平方公里（2009年）。ISTAT代码为001167。